# Finske euromønter
De finske euromønter viser tre forskellige motiver. Heikki Häiväoja designede motivet til den finske nationale side af 1 cent – 50 cent mønterne, Pertti Mäkinen designede 1 euromønten, og Raimo Heino designede 2 euro mønten. Alle motiverne viser de 12 europæiske stjerner og årstallet for prægningen.

## Første serie
Finske euromønter fra 1999-2006 har møntmærket M, som er initial for møntmesteren for Finlands Mønt, Raimo Makkonen.
| 0,01€                                                                              | 0,02€                          | 0,05€ |
| ---------------------------------------------------------------------------------- | ------------------------------ | --- |
|                                                                                    |                                | |
| Løven fra det finske våbenskjold, som også var at se på den tidligere 1 mark mønt. |                                | |
| 0,10€                                                                              | 0,20€                          | 0,50€ |
|                                                                                    |                                | |
| Løven fra det finske våbenskjold, som også var at se på den tidligere 1 mark mønt. |                                | |
| 1€                                                                                 | 2€                             | Randskriften (2€) |
|                                                                                    |                                | Randskriften lyder SUOMI FINLAND (landets navn på finsk og svensk, dets to officielle sprog) og indeholder tre løvehoveder. |
| To svaner som flyver over et finsk landskab. Sangsvanen er Finlands nationalfugl.  | Bærret og bladene af multebær. | |

## Den anden serie
I December 2006, oplyste Finlands Bank følgende:
“De nationale sider af euromønter vil blive lavet om, så alle eurostaterne vil tilføje mønterne deres navn eller forkortelse (FI for Finland). På de finske euromønter vil forbogstavet for Finlands Mønts præsident(M for Raimo Makkonen), blive udskiftet med Finlands Mønts logo. Disse ændringer vil gælle alle euromønterne.
Finland er det første land i eurozonen som indfører disse ændringer.
| 0,01€                                                                              | 0,02€                          | 0,05€ |
| ---------------------------------------------------------------------------------- | ------------------------------ | --- |
|                                                                                    |                                | |
| Løven fra det finske våbenskjold, som også var at se på den tidligere 1 mark mønt. |                                | |
| 0,10€                                                                              | 0,20€                          | 0,50€ |
|                                                                                    |                                | |
| Løven fra det finske våbenskjold, som også var at se på den tidligere 1 mark mønt. |                                | |
| 1€                                                                                 | 2€                             | Randskriften (2€) |
|                                                                                    |                                | Randskriften lyder SUOMI FINLAND (landets navn på finsk og svensk, dets to officielle sprog) og indeholder tre løvehoveder. |
| To svaner som flyer over et finsk landskab. Sangsvanen er Finlands nationalfugl.   | Bærret og bladene af multebær. | |

## €2 erindringsmønter
Tekst mangler, hjælp os med at skrive teksten

## 1 cent og 2 cent mønterne
I Finland bruges disse mønter kun sjældent, og man afrunder til de nærmeste 5 cent (sammenligneligt med dansk øreafrunding). Dog er landet ved lov bundet til at præge 1- og 2 centmønter, hvilket kun gøres til samlerbrug. Det er ikke alle steder at 1- og 2 eurocentmønter accepteres (finske eller ej), og man vil ved kontant betaling altid skulle betale den pris der rundes op til. Dvs. koster en vare 0,24 € skal man i Finland betale 0,25 € selvom man har 24 eurocent i mønter. 1- og 2-centmønterne er findes ikke i almindelig cirkulation overhovedet i Finland og har som det eneste euroland aldrig været det, og mønterne anvendes derfor kun højest af turister og hjemvendte ferierejsende.